# ماريو بارتي 4
ماريو بارتي 4 (بالإنجليزية: Mario Party 4)‏ (باليابانية: マリオパーティ4) ، هي لعبة فيديو إلكترونية من نوع احتفال، أنتجها شركة هادسن سوفت اليابانية ونشرها شركة نينتندو سنة 2002م، وتعمل لنظام جيم كيوب.